# 鄒鵬奇
邹鹏奇（1909年—2005年6月1日），中華民國陸軍退役中將。

## 生平
黄埔军校第六期步科毕业。别号东宾，湖南隆回人。陆军大学乙级将官班第三期、中央训练团党政班、革命实践研究院第二期毕业或肄业。历任国民革命军第一军第二师十四旅见习、排长、连长，第九十二师连长、团附、营长。抗日战争爆发后，任第九十二师补充团中校副团长、上校团长，湖南茶陵师管区副司令。参加淞沪抗战、武汉会战及第一、二次长沙会战。1946年起任整编第九十二旅副旅长。1948年4月陆大将官班毕业，历任第九十九师副师长、师长，上海警备司令部第九十九军军长。1949年4月到台湾，任第八十七军军长，第二军团副司令官，陆军总司令部副参谋长，第一军团中将副司令官。1964年秋任陆军预备部队训练司令部司令。1967年退役，任总统府战略顾问等。